# Рутгер II (Клеве)
Рутгер II (на немски: Rutger II, 10?? – 1075) е вторият граф на Клеве от ок. 1051 до 1075 г.
Той е син и наследник на граф Рутгер I (ок. 1051–1075) и на Вацела от Лотарингия. През 1061 г. той е фогт на манастир Св. Мария ад Градус в Кьолн.
Баща е на:
- Дитрих (II), граф на Клеве.
- Аделаида